# 이은철 (원자력공학자)
이은철(李銀哲, 1947년 9월 5일~)은 대한민국의 원자력공학자이다.

## 학력
- 1969년 : 서울대학교 원자력공학 학사
- 1971년 : 서울대학교 대학원 석사
- 1976년 : 메릴랜드대학교 대학원 핵공학 박사

## 경력
- 1970년 : 원자력연구소 원자로관리실 연구원.
- 1976년 : 미국 메릴랜드대학교 연구원.
- 1978년 : 서울대학교 공과대학 원자핵공학과 교수.
- 1991년 : 국가과학기술자문회의 위원.
- 1994년 : 한국과학기술한림원 정회원.
- 1996년 : 한국원자력안전기술원 이사.
- 1997년 : 서울대학교 연구처장.
- 1997년 : 원자력안전위원회 위원.
- 1997년 : 원자력안전전문위원회 위원장.
- 1998년 : 한반도에너지개발기구 핵안전자문그룹 위원.
- 1999년 : 한국원자력학회 편집위원장.
- 2013년 : 원자력안전위원회 위원장(차관급).
- 2013년 ~ : 서울대학교 공과대학 원자핵공과 명예교수

## 수상
- 1998년 : 한국원자력학술상

| 전임 강창순 | 제2대 원자력안전위원회 위원장 2013년 4월 12일 ~ 2016년 4월 14일 | 후임 김용환 |